# Ambassade van Oekraïne in Nederland
De ambassade van Oekraïne in Nederland is de vertegenwoordiging van Oekraïne in Den Haag.
De ambassade is gevestigd aan de Zeestraat 78, en behartigt de belangen van Oekraïne en de relaties tussen Oekraïne en het Koninkrijk Nederland.
Sinds 2023 is Oleksandr Karasevych de ambassadeur.

## Website
- Website

België · Bulgarije · Cyprus · Finland · Griekenland · Hongarije · Italië · Kroatië · Letland · Moldavië · Montenegro · Nederland · Oostenrijk · Portugal · Roemenië · Servië · Slovenië · Slowakije · Spanje · Zweden  · Zwitserland